# Kadriorgi palota
A Kadriorgi palota (észtül: Kadrioru loss, németül: Schloss Catherinethal) barokk stílusú palota Tallinn Kadriorg városrészében. A palotát I. Péter orosz cár építtette I. Katalin számára az 1700-as évek elején. Nicola Michetti tervei alapján az építést Gaetano Chiaveri és Mihail Zemcov irányította. A palota napjainkban az Észt Szépművészeti Múzeum kiállításának ad helyet.